# Dassault Mirage 5
El Dassault Mirage 5 (en francés: espejismo) es un avión de ataque supersónico, de la familia Mirage, diseñado por Dassault Aviation en Francia durante la década de 1960, y que fue fabricado en Francia y en otros países. Su diseño se inspira en el exitoso avión caza Mirage III de Dassault, existiendo varias versiones del mismo.

## Diseño y desarrollo

### Desarrollos iniciales
El Mirage 5 nació de un pedido especial que la Fuerza Aérea Israelí le realizó a Dassault, de un avión basado en el caza de superioridad aérea Mirage IIIE estándar que fue especialmente diseñado para misiones de combate contra otros aviones caza a velocidad supersónica, optimizado en ese entonces para misiones de ataque diurno a tierra, en condiciones de vuelo VFR (vuelo visual), además de combate aéreo contra otros aviones caza. 
Dado que el clima en el Medio Oriente es más claro, despejado y soleado que en Europa, los israelíes sugirieron eliminar algunos de los sistemas de aviónica, que normalmente se ubican en la parte posterior de la cabina de vuelo en el Mirage IIIE estándar, de manera que se reducía su costo, peso y mantenimiento, reemplazándolos por una mayor capacidad de combustible para las misiones de ataque. En septiembre de 1966, los israelíes colocaron una orden de compra por cincuenta unidades del nuevo avión. 
Comparado con el Mirage IIIE el Mirage 5 incluyó los siguientes cambios: se desplazó la aviónica principal desde la parte posterior de la cabina hasta el lugar ocupado por el radar, dando lugar a una proa más estilizada y de forma cónica, se agregó 470 L de carburante en el espacio dejado por los equipos electrónicos. Se añadieron dos soportes ventrales extra, pilones de carga de armas para transportar bombas convencionales de caída libre, dando en teoría una carga bélica de 4000 kg y 1000 L de carburante externo. 
De manera alterna, el Mirage 5 puede operar como interceptor VFR con dos pequeños misiles aire-aire bajo sus alas, y 4700 L de combustible, en misiones de escolta de otros aviones asignados para ataque a tierra, requiriéndose a plena carga de combustible y armas una gran longitud de pista. 
Los últimos Mirage 5 que se construyeron se ofrecieron con más opciones como un nuevo radar ligero Agave o el más grande Aida II en la proa, y transportado en un contenedor sub-alar, un pilón externo como un pod de iluminación para lanzar bombas guiadas por láser, un sistema de navegación inercial, un pantalla de visualización head-up (HUD) de asistencia de información al piloto y telémetro láser.

### Mirage 5

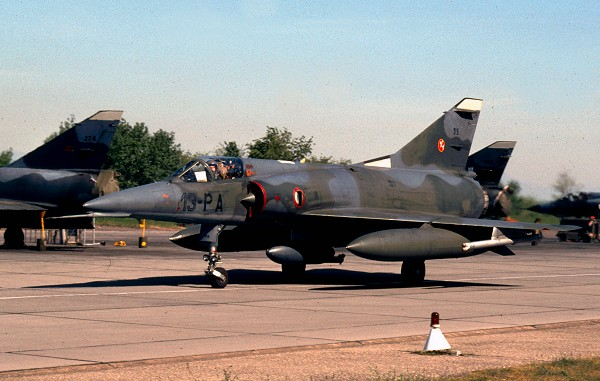
Mirage-5F francés.

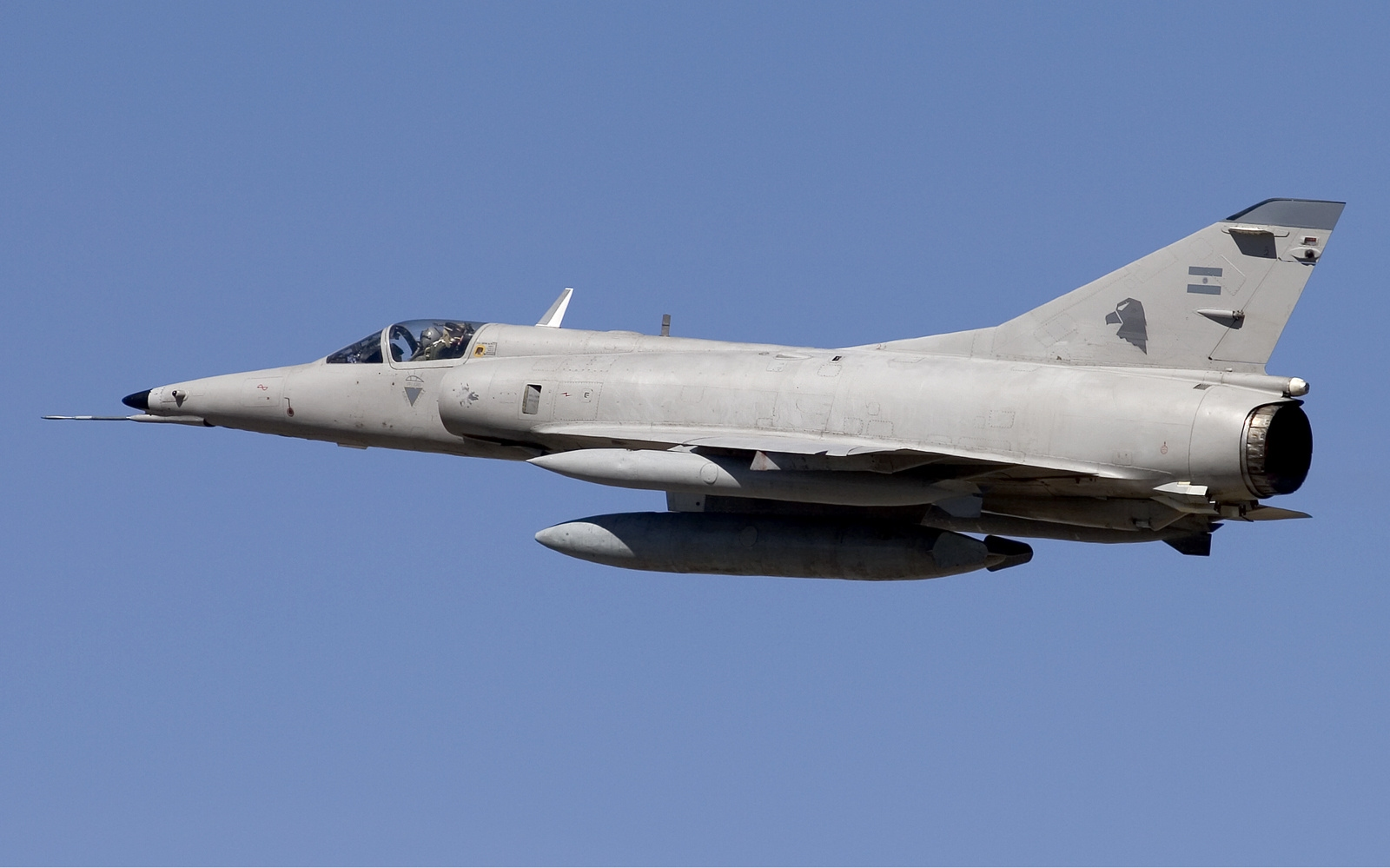
Mirage 5PA MARA argentino en 2005.

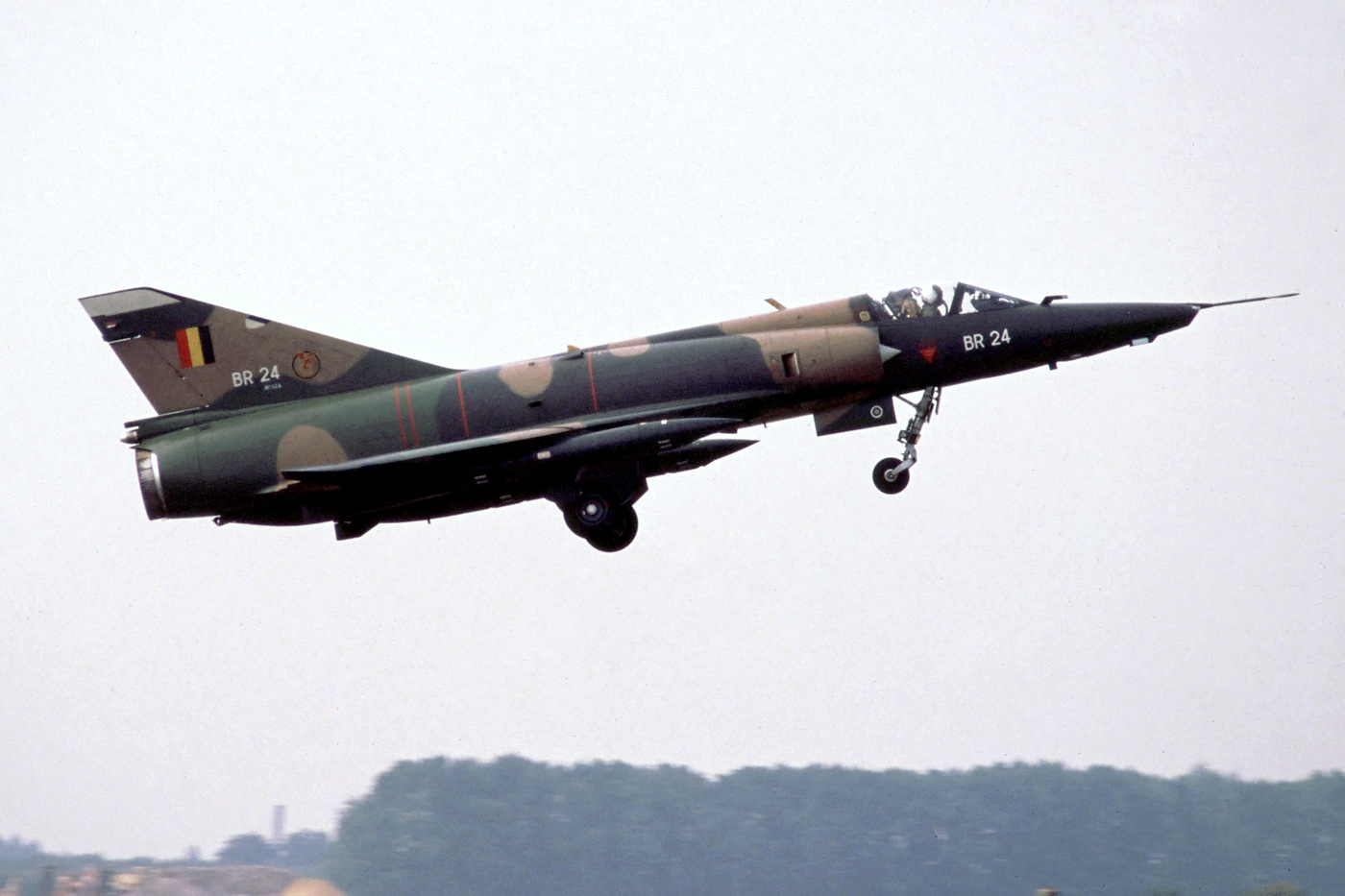
Mirage 5BA belga despegando en 1989.

El nuevo Mirage 5 tiene un aspecto externo muy similar al del anterior diseño Mirage III, excepto que cuenta con una nariz más larga para transportar el nuevo radar y equipo electrónico, que alarga el avión unos 50 cm, y lo convertía en el más elegante de los aviones de la serie de aviones Mirage de ala en delta. El sistema de medición de presión tubo de Pitot fue desplazado de la punta de la nariz a la zona inferior de la nariz en la mayoría de las nuevas variantes del Mirage 5. 
El Mirage 5 mantuvo los cañones gemelos DEFA del Mirage III, instalados bajo el fuselaje central, uno a cada lado bajo las toberas de ingreso de aire al motor, siendo un combatiente excepcional en los enfrentamientos contra otros aviones caza a corta distancia, a los que se agregaron dos pilones de carga de armas adicionales bajo el fuselaje central, con lo cual tenía siete en total, dos bajo cada ala y tres bajo el fuselaje central, aumentando su capacidad de combate en misiones de ataque a tierra y como escolta. Su máxima carga de guerra fue 4000 kg. Se eliminó la posibilidad de colocarle el nuevo motor cohete tipo SEPR, más grande y pesado. 
El aumento de las tensiones en el Medio Oriente, hizo que el presidente de Francia Charles de Gaulle embargara los Mirage 5 israelíes el 3 de junio de 1967. Sin embargo los Mirages continuaron saliendo de la línea de producción, a pesar de que estaban bajo el embargo, y para 1968 la producción había sido finalizada y los israelíes, habían realizado el pago final. 
A finales de 1969, los israelíes, que tenían pilotos en Francia probando los aviones en bases aéreas militares, pidieron que los aviones fueran transferidos a Córcega, en teoría para permitirles continuar con los vuelos de entrenamiento durante el invierno. El gobierno francés sospechó que los aviones serían enviados a Israel, cuando los israelíes intentaron que los aviones fueran equipados con tanques de combustible externos de largo alcance, uno bajo el fuselaje central y dos bajo las alas, y por lo tanto, el gobierno francés no dio la autorización necesaria.
Finalmente Israel decidió cancelar la operación de compra y recibir los fondos pagados a Dassault. Sin embargo, al poco tiempo, se recomenzó en forma confidencial la cooperación entre Francia e Israel, y finalmente Israel recibió los cincuenta Mirage 5 desarmados en cajones de palets de carga de la AdA, mientras que Ada recibió los cincuenta aviones inicialmente comprados por Israel, bajo el nombre de Mirage 5F. Los aviones fueron entregados entre mayo de 1971 y febrero de 1974, siendo ensamblados en Israel por técnicos israelíes. Oficialmente, Israel indicó que los aviones habían sido construidos por Israel luego de obtener los planos en Francia, siendo bautizados IAI Nesher.
Al igual que el Mirage IIIE, el Mirage 5 fue muy popular entre los clientes extranjeros, se produjeron diferentes versiones para exportación, provistas de una amplia variedad de sistemas aviónicos. Si bien inicialmente el Mirage 5, se orientó como una opción de avión de combate para misiones de ataque en condiciones climáticas favorables, posteriormente se le agregaron algunos sistemas para permitirle realizar misiones de combate aéreo en todo tipo de clima y vuelo nocturno. 
A medida que pasaron los años, la potencia de los nuevos sistemas electrónicos fue aumentando y sus dimensiones externas, se fueron reduciendo en tamaño y peso, como las computadoras más modernas y de menor tamaño, fue posible aumentar las capacidades del Mirage 5, aun cuando el compartimento posterior de aviónica había sido retirado, los nuevos equipos se instalaban a los costados de la cabina de mando y en el cono delantero del radar, frente a la cabina de mando, por lo que en algunas de las versiones más modernas Dassault terminó «reinventando» el Mirage IIIE para ofrecerlo como un avión polivalente, puede defender y atacar, combatir contra otros aviones de combate a velocidad supersónica y algunos aviones del ala de combate, pueden ser asignados para misiones de ataque a tierra.
Se vendieron algunas versiones de reconocimiento y de dos asientos del Mirage 5, un diseño biplaza con el piloto y copiloto sentados en tándem, uno detrás de otro en asientos de expulsión independientes, denominadas Mirage 5R, y Mirage 5D respectivamente, para misiones de entrenamiento de pilotos y como avión comando de batalla en el aire. Sin embargo, un breve análisis de las diferencias entre el Mirage III biplaza original y el nuevo Mirage 5 biplaza, rápidamente permite concluir que no existe diferencia entre estas versiones y que los nombres, solo son producto de técnicas de marketing para ofrecer un nuevo avión de combate en el mercado internacional. No existía una diferencia clara entre la configuración de las versiones del Mirage III de reconocimiento o de entrenamiento y aquellas, del equivalente Mirage 5, y de hecho en la mayoría de los casos eran prácticamente la misma.
Exportaciones de unidades recién construidas del nuevo Mirage 5 fueron el mayor éxito de ventas de Francia, incluyeron aeronaves vendidas a Israel, Emiratos Árabes Unidos, Egipto, Australia, Bélgica, Suiza, Gabón, Libia, Pakistán, Argentina, Brasil, Colombia, Perú, Chile, Venezuela, Zaire y Sudáfrica. 
El Mirage 5PA3 pakistaní, fue acondicionado con un radar Thompson-CSF Agave con capacidad de guía para el misil antibuque (aire-mar) Exocet, sistema aplicado rápidamente por otros países en mejoras y actualizaciones Up-grade de los aviones comprados. Los aviones belgas fueron provistos en su mayoría con aviónica de origen norteamericano, y el avión egipcio fue equipado con el nuevo sistema de ataque aviónico MS2 del Dassault Dornier Alpha Jet. 
En 1978 y 1980 Israel le vendió a Argentina treinta y nueve IAI Nesher, en la Argentina fueron bautizados como Dagger y luego de sus últimas modificaciones, se los llamó Finger. Los argentinos perdieron dos IIIEA y once Dagger, en enfrentamientos aéreos con los nuevos Harrier ingleses, de mejor maniobrabilidad a baja altitud y velocidad, donde el aire es más húmedo y pesado, que volaban en misiones de combate en parejas, durante la guerra de Malvinas en 1982
El 19 de julio de 1994 Chile firmó un contrato de adquisición a Bélgica por quince Mirage 5BA monoplazas y cinco Mirage 5BD biplazas que hacia fines de la década de 1980 comenzaron a ser modernizados al estándar MirSIP (por las siglas en inglés de Mirage System Improvement Program), y que fueron entregados entre marzo y finales de 1995. Luego de recibir algunas mejoras localmente, fueron denominados, en la nomenclatura de la FACh, Mirage Elkan («guardián» en Mapudungún). El contrato incluyó también la adquisición de 4 Mirage 5BR de reconocimiento y 1 Mirage 5BD biplaza sin modificar, para reemplazar a los anticuados Hawker Hunter FR.Mk.71 del Grupo 8. Durante 2006 los Elkan fueron reemplazados por los F-16 de segundo uso comprados a Holanda.
Otros países los repotenciaron con éxito, mediante avanzados programas de mejoras UP-GRADE para misiones de ataque a tierra y ataque naval, con la adaptación de una sonda de reabastecimiento aéreo de combustible, instalada al costado derecho de la cabina del piloto, para aumentar su alcance y rango de combate.
Los países lograron instalar nuevos alerones delanteros canards fijos, para mejorar su performance de vuelo a baja altitud y velocidad, con la ayuda de técnicos y especialistas de Israel; nuevo equipo electrónico de navegación y ataque; algunos diseños más avanzados, pudieron transportar un misil naval Exocet bajo el fuselaje central de la aeronave, ocupando el espacio del tanque de combustible externo central; también, como en el caso del Mirage 5 modernizado colombiano, se integró bombas guiadas por láser, LGB, de tipo Griffin israelíes.
Se construyeron un total de 582 Mirage 5, incluidos los 51 Nesher israelíes, muchos continúan volando con programas de actualización realizados por los países compradores, con ayuda de técnicos de Francia, Israel, Sudáfrica y otros países.

### Mirage 50
La incorporación al Mirage 5 del nuevo motor SNECMA Atar 9K-50 de 7200 kg de empuje dio como resultado otra versión de exportación: el nuevo Mirage 50. Las mejoras sobre el Mirage 5 son la adopción de unos pequeños planos canards sobre las tomas de aire, parecidos a los del IAI Kfir, pero más pequeños y la adopción de aviónica avanzada, como el radar multifunción Cyrano IVM (luego reemplazado por el radar Agave de mejores prestaciones), sistema de navegación de ataque inercial y un Head Up Display (HUD). Cabe destacar que mucha de esta aviónica también se encuentra en el Mirage F-1 de alas convencionales en flecha. 
Es un caza multirol, con capacidades para misiones de intercepción supersónica, como también de ataque a tierra; de igual forma puede actuar en misiones de defensa aérea. Si bien el Mirage 50 cuenta con un motor mucho más potente que le da mayor capacidad de despegue y de altitud, que otras versiones anteriores del Mirage, este no alcanzó el éxito de ventas internacionales de sus predecesores, debido a que el diseño de la serie Mirage de primera generación, vendida anteriormente, se estaba volviendo obsoleta frente a cazas más modernos, como el F-16.

#### Mirage 50 Pantera
En la Fuerza Aérea de Chile y a partir de la célula de los Mirage 50 FC y CH adquiridos a Francia en junio de 1980, sumado a la negativa del gobierno de Estados Unidos del presidente Jimmy Carter de vender armas a Chile por denuncias de violaciones a los derechos humanos y otros motivos geopolíticos, la Fuerza Aérea de Chile inició, en 1986, un programa de modernización por medio de la Empresa Nacional Aeronáutica de Chile (ENAER), que bajo la asesoría técnica de la Israel Aircraft Industries (IAI), técnicos y especialistas de Israel, con experiencia en las mejoras del avión de construcción nacional IAI Kfir, resultó en la conversión denominada «Pantera», cuyo objetivo fue mejorar las capacidades de navegación y de armamento operado, el avión fue cortado en dos partes, alargado en la parte delantera y también alargado en la parte trasera para estabilizar el peso, transportar más equipo electrónico en la parte delantera de la cabina de mando y armas de ataque a tierra, ataque naval y para combate aéreo contra otros aviones caza, siguiendo la experiencia lograda por Sudáfrica con el caza Atlas Cheetah modificando los caza Mirage III recibidos anteriormente al mismo nivel del más moderno Mirage 50. 
El vuelo inaugural fue el 14 de octubre de 1988, con el cual se extendió la permanencia de la flota para los siguientes quince años. Estas unidades estuvieron concentradas en el Grupo n.º 4 de la IV Brigada Aérea, Chabunco, Punta Arenas, con 14 aparatos monoplazas y dos biplazas. Fueron dados de baja al poco tiempo de recibir los caza F-16 MLU comprados a Holanda.
Dentro de las características más importantes que se adicionaron fueron:
- Radar Elta EL/M2001B, con posibilidad de operar misiles Sidewinder, la variante israelí Shafrir 2 o la evolución de estos en la familia Python.
- Pantalla de visualización frontal (Head-up display).
- Capacidad de sistema para lanzamiento de bombas guiadas por láser.
- Adición de aletas delanteras canard.
- Mejora y modificación de sistemas de inyección, refrigeración, y reemplazo de componentes del motor por unos más resistentes a mayor roce, termodinámica y tenacidad (aleación carbono-cerámica). Con lo cual se mejoró velocidad de aceleración final y ascenso (trepada) se estima en un 12 %.
- Sonda de reaprovisionamiento de combustible en vuelo.
- Suite de autodefensa electrónica de fabricación local.
- Sistema de vuelo electrónico por cables Fly-by-wire similar al Kfir.

#### Mirage 50EV

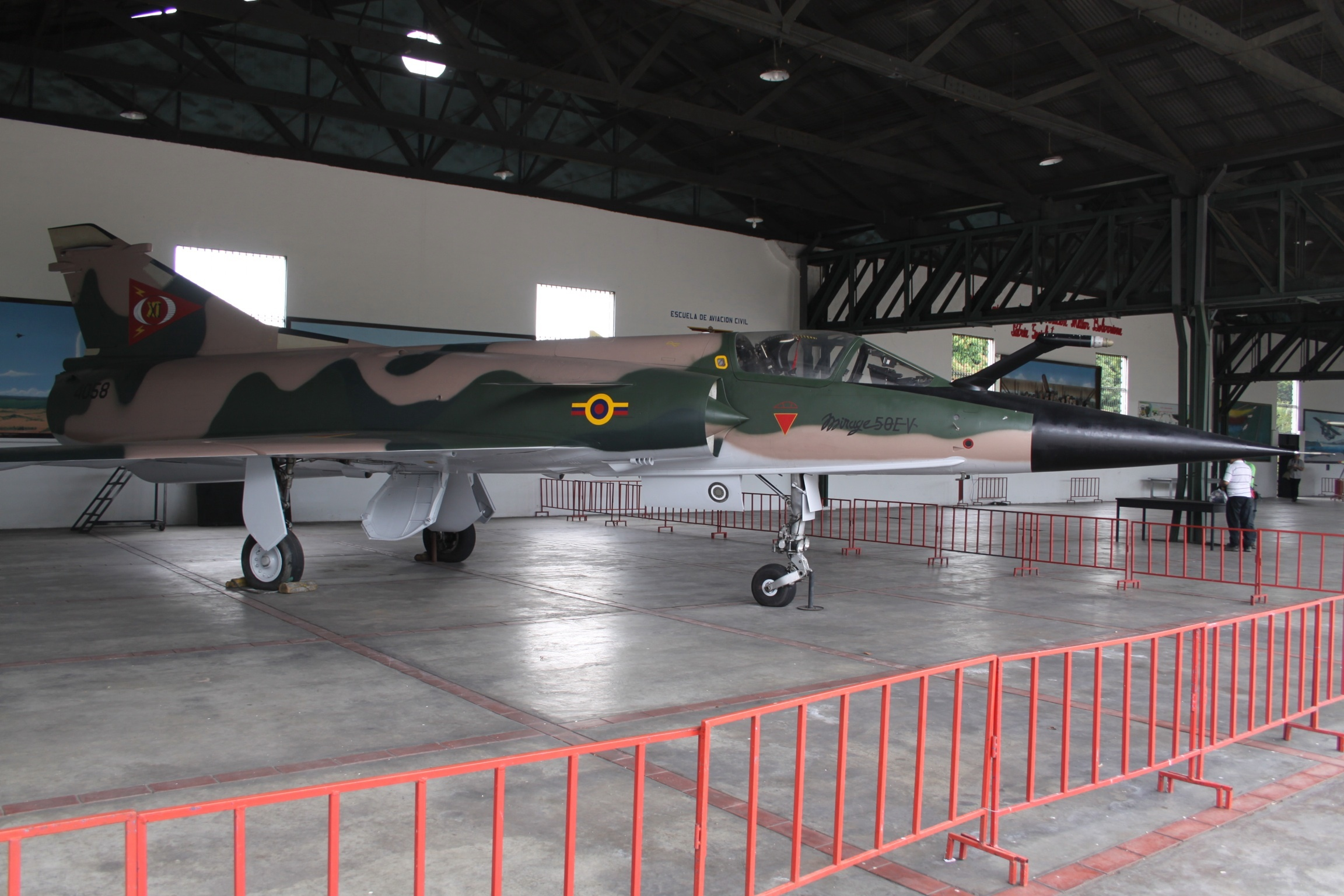
Vista de un Mirage 50EV en el Museo Aeronáutico de Maracay.

A finales de los años ochenta se tomó la decisión de la modernización total de los Mirage venezolanos para la conversión de los tipos IIIEV y 5V al más avanzado Mirage 50, con nuevos sistemas de navegación, control de tiro y ataque, así como también, cambios en la aerodinámica y la planta motriz. 
Al avión se le agregaron unas nuevas aletas canard justo detrás de la cabina, mejorando con estas, las prestaciones de maniobrabilidad de la aeronave a alta y baja cota. Por otra parte, el motor fue cambiado por el ATAR 9K-50, siendo este una versión más potente en comparación con la antigua planta motriz, con la ventaja adicional de menor consumo de combustible. Como nuevo aditamento, los Mirage poseen una sonda de reabastecimiento de combustible, lo que les confiere una mayor capacidad de vuelo. 
Al mismo tiempo, fueron puestos al día los sistemas de iluminación nocturna y de transmisión de datos, además, cuenta al igual que el F-16 el sistema de comando HOTAS (Hand on Throttle and Stick), mano en el acelerador y en la palanca de mando, permitiendo en combinación con un nuevo monitor de información sobre la cabina HUD (Head Up Display) que el piloto maniobre y elija las armas, más indicadas para el combate, sin dejar de prestar atención al objetivo. Se le incorporó el radar CSF Cyrano IV (utilizado por el Mirage F-1) de mayores prestaciones, en comparación con el Cyrano IIB y también sistemas para ECM (Electronic Counter Messure) o guerra electrónica.

## Variantes
- Mirage 5: monoplaza sin radar, para ataque a tierra.
  - Mirage 5AD: versión de exportación del Mirage 5 para Abu Dhabi, UAE.
  - Mirage 5EAD: monoplaza con radar, versión bombardero y caza para Abu Dhabi, UAE.
  - Mirage 5BA: versión de exportación del Mirage 5 para Bélgica.
  - Mirage 5COA: versión de exportación del Mirage 5 para Colombia.
  - Mirage 5D: versión de exportación del Mirage 5 para Libia.
  - Mirage 5DE: monoplaza equipado con radar versión caza bombardero para Libia.
  - Mirage 5F: monoplaza de ataque al suelo Fuerza Aérea Francesa.
  - Mirage 5G: versión de exportación del Mirage 5 para Gabón.
  - Mirage 5G-II: dos aviones modificados para Gabón.
  - Mirage 5J: cincuenta aviones comprados por Israel, pero la orden fue embargada por el gobierno de Francia. Los mismos fueron entregados a la Fuerza Aérea Francesa y designados Mirage 5F.
  - Mirage 5M: versión de exportación del Mirage 5 for Zaire.
  - Mirage 5MA Elkan: Mirage 5BA comprados por Chile luego de ser modernizados bajo el programa MirSIP y recibir modificaciones locales.
  - Mirage 5P: versión de exportación del Mirage 5 para Perú.
  - Mirage 5P Mara: Mirage 5P modificado vendido a Argentina.
  - Mirage 5P-III: modificado para Perú.
  - Mirage 5P-IV: modificado para Perú.
  - Mirage 5PA: versión de exportación del Mirage 5 for Pakistán.
  - Mirage 5PA-II: versión modificada para Pakistán, provisto de un radar Cyrano.
  - Mirage 5PA-III: versión modificada para Pakistán, provista de radar Agave y capacidad para disparar misiles MBDA Exocet.
  - Mirage 5SDE: cazabombardero monoplaza con radar para Egipto.
  - Mirage 5E-II: versión modificada de ataque para Egipto.
  - Mirage 5V: versión de exportación del Mirage 5 para Venezuela.
- Mirage 5R: versión monoplaza de reconocimiento.
  - Mirage 5BR: versión de exportación del Mirage 5R para Bélgica.
  - Mirage 5COR: versión de exportación del Mirage 5R para Colombia.
  - Mirage 5DR: versión de exportación del Mirage 5R para Libia.
  - Mirage 5RAD: versión de exportación del Mirage 5R para Abu Dhabi, UAE.
  - Mirage 5SDR: versión de exportación del Mirage 5R para Egipto.
- Mirage 5D: versión de entrenamiento biplaza.
  - Mirage 5BD: versión de exportación del Mirage 5D para Bélgica.
  - Mirage 5COD: versión de exportación del Mirage 5D para Colombia.
  - Mirage 5DAD: versión de exportación del Mirage 5D para Abu Dhabi, UAE.
  - Mirage 5DD: versión de exportación del Mirage 5D para Libia.
  - Mirage 5DG: versión de exportación del Mirage 5D para Gabón.
  - Mirage 5DM: versión de exportación del Mirage 5D para Zaire.
  - Mirage 5DP: versión de exportación del Mirage 5D para Perú.
  - Mirage 5DP-IV: versión modificada para Perú.
  - Mirage 5DPA: versión de exportación del Mirage 5D para Pakistán.
  - Mirage 5DPA-II: versión actualizada para Pakistán.
  - Mirage 5MD Elkan: Mirage 5BD comprados por Chile luego de ser modernizados bajo el programa MirSIP y recibir modificaciones locales.
  - Mirage 5SDD: versión de exportación del Mirage 5D para Egipto.
  - Mirage 5DV: versión de exportación del Mirage 5D para Venezuela.
- Mirage 50: monoplaza multirol mejorado
  - Mirage 50C: versión de exportación del Mirage 50 para Chile.
  - Mirage 50FC: Mirage 5F con motores modificados para Chile.
  - Mirage 50DC: versión de dos plazas para entrenamiento para Chile.
  - Mirage 50CN Pantera: Mirage 50C modificado localmente por Enaer para Chile.
  - Mirage 50EV: Mirage 5V modificado para Venezuela.
  - Mirage 50DV: Mirage 5DV modificado para Venezuela.

## Usuarios

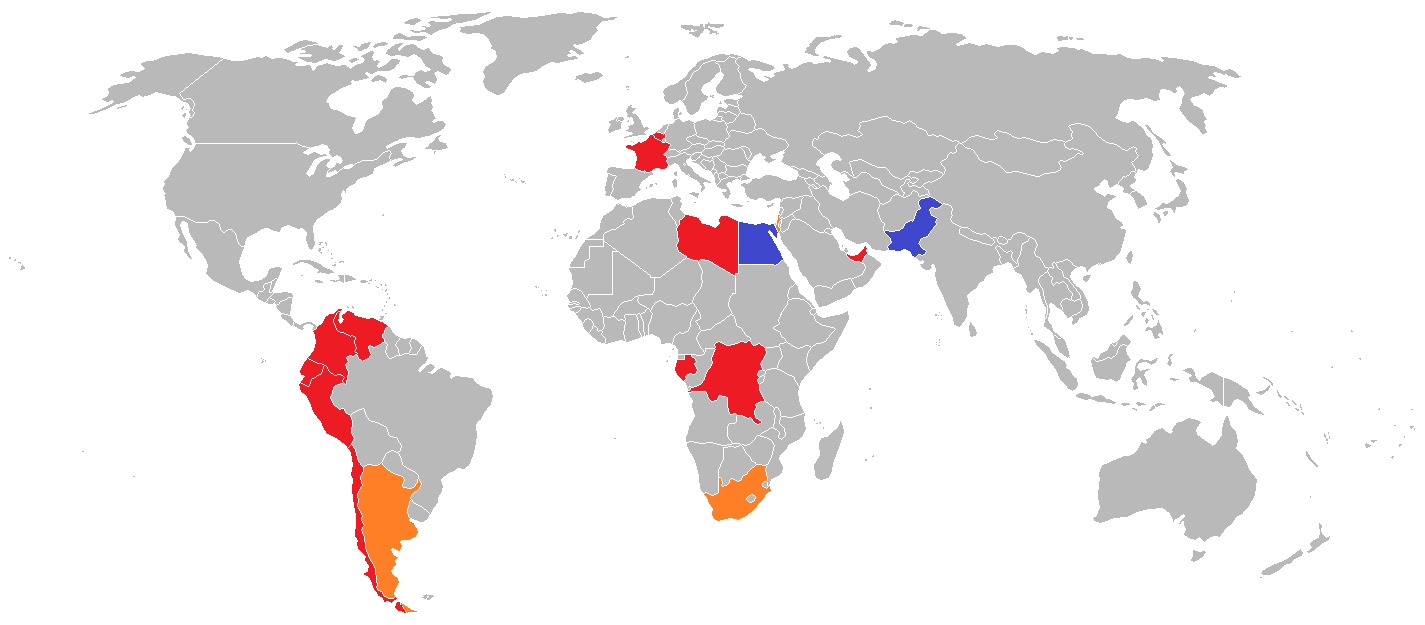
Actuales (en azul) y anteriores (en rojo) usuarios del Mirage 5. Los usuarios de la variante designada por Israel como IAI Nesher están resaltadas en naranja.

### Actuales
- Fuerza Aérea de Egipto
- Fuerza Aérea de Gabón
- Fuerza Aérea de Libia
- Fuerza Aérea de Pakistán

### Anteriores
- Argentina

En plena Guerra de Malvinas la Fuerza Aérea Argentina había soportado una gran cantidad de bajas, con este panorama, el gobierno argentino aceptó la oferta realizada por parte del gobierno Peruano en asistencia militar. En la  madrugada del 5 de junio de 1982, arriban a la VI Brigada Aérea de Tandil, provincia de Buenos Aires en vuelo directo desde Perú, un lote de 10 Mirage 5P que operaban en los escuadrones de caza 611 y 612. Las unidades llegan con tripulaciones peruanas, escoltadas por un Lockheed L-100 de la FAP, a medida que llegaban eran matriculados con los códigos de los Dagger que habían sido derribados en las islas. La Guerra culminó días después sin que estos aviones entraran en combate. A finales de 1982, la Fuerza Aérea opta por quedarse con los Mirage 5P. El 13 de noviembre de 1986 los M-5P son asignados a la X Brigada Aérea de Río Gallegos. En 1987 se lleva adelante el programa de actualización denominado FAS430 Mara, el mismo consistió en modificar la caja de control de armas, la instalación de una computadora para vuelo automático Canadian Marconi, radar doppler, sistema de navegación Omega, receptor de alerta de radar, radio altímetro, sistema programador de tiro y otras mejoras como la instalación de la proa de los Dagger, los trabajos fueron realizados por el Área Material de Río Cuarto, y a medida que salían del taller fueron re-matriculados. Fueron retirados en 2015.
- Bélgica

Dados de baja en sus inventarios en 2008, los reemplazaron los Lockheed Martin F-16 Fighting Falcon adquiridos recientemente, luego en manos de la Fuerza Aérea de Chile.
- Chile

Retirados en 2006-2007, se negoció venderlos al Ecuador completamente operativos, pero las negociaciones no fructificaron. Luego se vendieron algunos como repuestos para gobiernos que todavía los usaban como el colombiano, el argentino o el venezolano. Fueron remplazados por los Lockheed Martin F-16 Fighting Falcon.
Los Mirage 50 chilenos consistieron en una primera partida de ocho unidades Mirage 5F repotenciados al estándar Mirage 50 con la adición de motorización más potente Snecma Atar 09K50, seguida de una segunda partida de otras ocho unidades con células completamente nuevas. Durante los años 1980, al encontrarse Chile en un embargo internacional debido a la dictadura militar, se procedió a modernizar estas unidades a un estándar similar al Kfir israelí, por lo que se hace una mejora sustancial en la aviónica y elementos del fuselaje, en una actualización conocida como «Pantera». Cabe destacar que estas modernizaciones, que incluyeron un nuevo radar ELTA M2032 —con el consiguiente rediseño del morro—, aletas Canard, pantalla digital multifunción y otras mejoras, fue un trabajo conjunto entre las empresas Israeli Aircraft Industries (IAI) y la nacional ENAER.
En cuanto a los Mirage Elkan, fueron producto de una controversial adquisición en el tramo 1993/1994 ofrecido a la Fuerza Aérea de Chile por parte de Bélgica. La adquisición constaba de un lote de aviones Mirage 5M (la «M» es por la actualización «Mirsip» que incluyó mejoras similares a las mencionadas en el Pantera, salvo el radar y la motorización) acompañados por un puñado de Mirage 5 de reconocimiento que se entregaron como células de fuente de repuestos. Estuvieron menos de diez años al servicio de la FACH. Fueron retirados de servicio y reemplazados por los F-16 en parte luego que la prensa chilena acusara a la FACH de haber hecho una mala compra plagada además por corrupción y denuncias públicas de aviadores chilenos de no querer volar los Mirage Elkan al no estar 100 % operativos y de tener fallas en su equipamiento. Finalmente fueron vendidos a la Fuerza Aérea del Ecuador el 31 de diciembre de 2007. Estos aviones fueron retirados de servicio.
- Colombia

Adquiridos en 1972, en los años 1990 los Mirage 5CO fueron modernizados a estándar similar al estándar «Pantera» de Chile, con IAI como contratista. Los Mirage V colombianos participaron en operaciones contrainsurgencia utilizando armamento convencional pero también, en los años 2000, bombas de precisión o inteligentes de guía lasérica tipo Griffin, así  como visores nocturnos (NVG). Retirados en 2010 y remplazados por aeronaves Kfir C10 y C12.
- Ecuador

Donados por Venezuela. Fueron usados como entrenadores, para misiones de ataque naval y también como fuente de repuestos para los cazas Atlas Cheetah. Fueron posteriormente retirados de servicio en el transcurso de los años 2012-2013.[cita requerida]
- Emiratos Árabes Unidos

Retirados del servicio en el año 1996, vendidos a España a un precio simbólico, luego dados de baja en el año 2000, hoy día sin uso son utilizados como blancos aéreos.
- Perú

Retirados en 2002.
- Israel
- Venezuela

Retirados el 10 de diciembre de 2009. Donados a la Fuerza Aérea Ecuatoriana para servir como aviones de entrenamiento de pilotos y repuestos para otros aviones Atlas Cheetah. Serían retirados del servicio en el transcurso de los años 2012-2013.
- Zaire

## Especificaciones (Mirage 5F)
Referencia datos: 

### Características generales
- Tripulación: 1
- Longitud: 15,5 m (50,9 ft)
- Envergadura: 8,2 m (26,9 ft)
- Altura: 4,5 m (14,8 ft)
- Superficie alar: 35 m² (376,7 ft²)
- Peso vacío: 7150 kg (15 758,6 lb)
- Peso máximo al despegue: 13 700 kg (30 194,8 lb)
- Planta motriz: 1× Turborreactor Snecma Atar 09C.
  - Empuje normal: 49,2 kN (5017 kgf; 11 061 lbf) de empuje.
  - Empuje con postquemador: 70,3 kN (7168 kgf; 15 804 lbf) de empuje.

### Rendimiento
- Velocidad máxima operativa (Vno): 2350 km/h (1460 MPH; 1269 kt) Mach 2.2 a 12.000 m
- Velocidad crucero (Vc): 956 km/h (594 MPH; 516 kt)
- Alcance: 1300 km (702 nmi; 808 mi)
- Techo de vuelo: 18 000 m (59 055 ft)
- Régimen de ascenso: 186 m/s (36 614 ft/min)

### Armamento
- Cañones: 2× cañones DEFA 552 de 30 mm con 125 proyectiles cada uno.
- Puntos de anclaje: 7 con una capacidad de 4.000 kg, para cargar una combinación de:  
  - Bombas: Bombas de diverso tipo.
  - Cohetes: 

    - 2 x Contenedores Matra JL-100 de 19 cohetes SNEB de 68 mm

  - Misiles: 

    - 2 x AIM-9 Sidewinder
    - 2 x Matra R.550 Magic
    - 2 x RAFAEL Derby
    - 2 x RAFAEL Python
    - 1 x AM.39 Exocet bajo el fuselaje

### Aviónica
- Radar Doppler
- Computadora Canadian Marconi para navegación autónoma asociada.
- Sistema de navegación omega
- Receptor de alerta radar (diseñado y fabricado por AeroCuar)
- Radioaltimetro ,
- Contramedidas (lanzadores de chaff)
- Horizonte artificial
- HUD y visor de tiro.

### Desarrollos relacionados
- Dassault Mirage III
- Mirage 50
- Dassault Mirage 2000
- IAI Nesher
- IAI Kfir
- Atlas Cheetah

### Aeronaves similares
- Saab 37 Viggen
- IAI Kfir
- F-5 Freedom Fighter
- A-4 Skyhawk
- Mikoyan-Gurevich MiG-21
- Sukhoi Su-9
- Sukhoi Su-11

### Secuencias de designación
- Cazas de Dassault:

1. Dassault Mirage I
2. Dassault Mirage II
3. Dassault Mirage III  (1956)
4. Dassault Mirage IV   (1959)
5. Dassault Mirage IIIV (1965)
6. Dassault Mirage F1 (1966)
7. Dassault Mirage F2 (1966)
8. Dassault Mirage 5  (1967)
9. Dassault Mirage G    (1970)
10. Dassault Mirage 2000 (1978)
11. Dassault Mirage 4000 (1979)
12. Dassault Rafale (1986)